# Silberhütter Klär-Teich
Der Silberhütter Klär-Teich war ein Stauteich im mittleren Unterharz bei Silberhütte, Sachsen-Anhalt. Aufgestaut wurde der Silberhütter Aufschlaggraben. Der Teich ist Teil des Unterharzer Teich- und Grabensystems.

## Geschichte
Angelegt wurde der Teich mit einem Stauraum von 0,2 Mio. m³ 1890, als letzter der Teiche des Unterharzer Teich- und Grabensystems. Erst 1904 fand der als Klärteich angelegte Silberhütter Klär-Teich Anschluss an das Grabensystem.
Der Teich ist heute abgeworfen und zugeschüttet. Der Zeitpunkt der Aufgabe des Teichs und die Gründe dafür sind nicht bekannt.